# What’s Wordsworth?
A What’s Wordsworth? album a brit Motörhead zenekar 1978-ban rögzített, de csak 1983-ban kiadott, élő felvételeket tartalmazó nagylemeze.

## Története
1978. február 18-án a londoni Roundhouse klubban lépett fel a Motörhead egy jótékonysági koncerten, melyet azért rendeztek, hogy az angol romantikus költő William Wordsworth kéziratainak megőrzésére pénzt gyűjtsenek. A felvételt a Motörhead 1977-es bemutatkozó lemezét kiadó Chiswick Records főnöke Ted Carroll készítette egy mobilstúdióval és később saját Big Beat nevű kiadóján keresztül jelentette meg 1983-ban. A koncerten jogi problémák miatt Iron Fist and the Hordes from Hell néven játszott a Motörhead. Az album egyik 1994-es újrakiadása is ezzel a címmel jelent meg.

## Az album dalai

### Első oldal
1. The Watcher (Ian 'Lemmy' Kilmister) – 4:01
2. Iron Horse/Born to Lose (Phil 'Philthy Animal' Taylor, Mick Brown, Guy Lawrence) – 4:55
3. On Parole (Larry Wallis) – 5:40
4. White Line Fever (Eddie Clarke, Kilmister, Taylor) – 2:33

### Második oldal
1. Keep Us on the Road (Clarke, Kilmister, Taylor, Mick Farren) – 5:25
2. Leaving Here (Holland-Dozier-Holland) – 3:12
3. I’m Your Witch Doctor (John Mayall) – 3:08
4. Train Kept a-Rollin' (Tiny Bradshaw, Howard Kay, Lois Mann) – 2:43
5. City Kids (Wallis, Duncan Sanderson) – 3:43

## Közreműködők
- Ian „Lemmy” Kilmister – basszusgitár, ének
- „Fast” Eddie Clark – gitár, ének
- Phil „Philthy Animal” Taylor – dobok